# L'accademia dei sogni
L'accademia dei sogni (Pattern Recognition) è un romanzo thriller tecnologico dello scrittore William Gibson pubblicato nel 2003. È il primo romanzo del cosiddetto Ciclo di Bigend, cui seguono i due romanzi Guerreros (Spook Country) e Zero History.

## Trama
Cayce Pollard è una giovane donna statunitense esperta di moda e nuove tendenze con una spiccata sensibilità, che sfocia nella patologia maniacale, nei confronti dei marchi aziendali. Cayce ha una conoscenza enciclopedica di qualunque marchio dell'Occidente industrializzato e una sensibilità ineguagliabile per capire se un nuovo "logo" possa essere di successo.
Durante uno dei suoi soliti viaggi di lavoro Cayce si trova a Londra, in casa di un suo amico regista di nome Damien che in quel momento è in Russia per lavoro. Qui le viene offerto un lavoro radicalmente differente da quello che lei era solita svolgere. L'incarico consiste nel scovare l'autore di alcune brevi sequenze video che da qualche tempo vengono immesse anonimamente nella Rete con un folto seguito di appassionati. Cayce, che già era segretamente appassionata alle sequenze, accetta l'incarico.
Al suo rientro nell'appartamento londinese scopre che alcune delle sue "misure di sicurezza" sono state violate e che qualcuno ha usato il computer di Damien. A questo punto Cayce inizia a sospettare che le sequenze significhino più di quello che lei aveva sempre pensato, cioè un cyberbrusio per appassionati, ma che la posta in gioco sia in realtà molto più alta. Le ossessioni e le patologie e in particolare la "logofobia" di Cayce giocano un ruolo fondamentale nella sua ricerca delle sequenze che la porterà da prima a Tokyo, successivamente di nuovo a Londra e infine a Mosca.

## Edizioni
- William Gibson, L'accademia dei sogni, Strade blu,  2004
- William Gibson, L'accademia dei sogni, Piccola Biblioteca Oscar n.408, Arnoldo Mondadori Editore S.p.A, Milano, 2005